# Donkeyboy
Donkeyboy is een synthpopband afkomstig uit de Noorse plaats Drammen. De band is opgericht in 2005 en bestaat uit vier leden: Cato Sunberg, Kent Sunberg, Peter Michelsen en Thomas Drabløs.

## Geschiedenis
Donkeyboy kreeg een platencontract bij Warner Music toen een medewerker van het label hun muziek tegenkwam op MySpace. Hun eerste album Caught in a Life behaalde de eerste positie in de albumlijst van VG-lista, de officiële hitlijst van Noorwegen, en de eerste twee singles daarvan, Ambitions en Sometimes werden nummer 1-hits in de singlelijst. Ambitions behaalde ook de nummer 1-positie in Zweden. In 2011 scoorde de band hun derde nummer 1-hit in eigen land met City Boy. In dat jaar won Donkeyboy ook een European Border Breakers Award voor hun internationale succes en brachten ze hun tweede album Silver Moon uit. Op 12 februari 2016 kwam het derde album, Lost, uit.